# Pstrążnik (dawne miasto)
Pstrążnik – dawne miasto położone na terenie obecnej wsi Śledzie, uzyskał lokację miejską w 1426 roku, zdegradowany po 1539 roku.